# Gonçalves (Minas Gerais)
Gonçalves é um município brasileiro do estado de Minas Gerais, localizado na Região Imediata de Cambuí . Sua população segundo o censo de 2022 é de 4 727 habitantes. Gonçalves é atualmente um dos pólos turísticos em forte desenvolvimento na Serra da Mantiqueira, fazendo parte do circuito turístico Serras Verdes do Sul de Minas.

## História
A localidade existe desde 1878, mas sua data oficial de fundação é a da emancipação política e administrativa, ocorrida em 1 de março de 1963. Até então, Gonçalves era distrito do município vizinho de Paraisópolis.

## Geografia

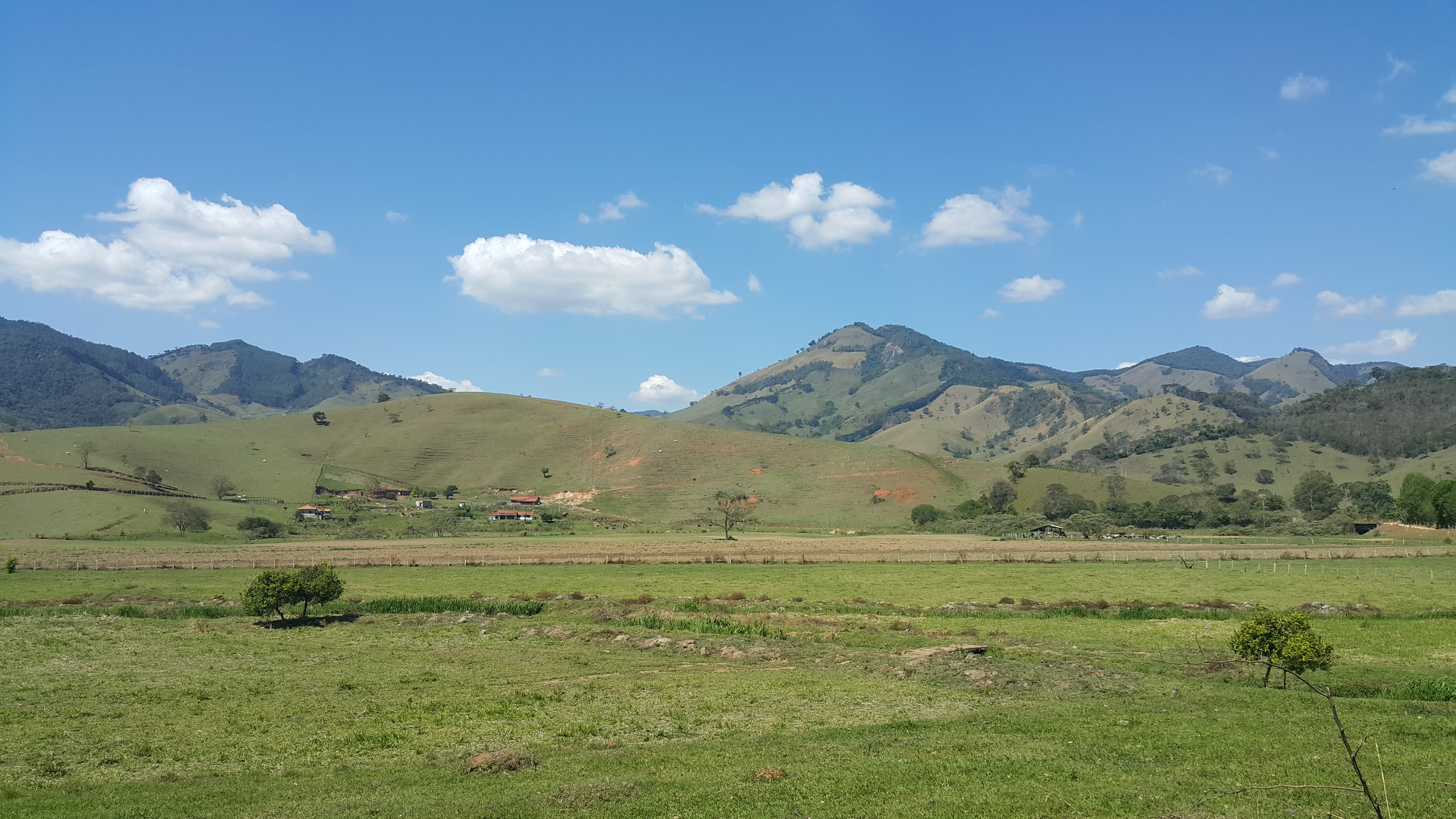
Vista da zona rural de Gonçalves, próximo da rodovia MG-173.

Gonçalves limita-se com os municípios de Paraisópolis a oeste e norte, São Bento do Sapucaí a leste, Sapucaí-Mirim a sul e Camanducaia a sudoeste. Como na maioria dos municípios da Mantiqueira, seu relevo é fortemente acidentado, com poucas áreas planas. Montanhas altas, vales profundos, aflorações rochosas de grande porte e muitos córregos e ribeirões compõem a paisagem que tanto atrai turistas.
Além das áreas de cultivo de banana, hortaliças e pastagens para o gado, a vegetação do município apresenta trechos de replantio, bosques, concentrações de eucaliptos e pinheiros, mas o que mais chama a atenção são os fragmentos florestais com mata nativa, remanescentes da Mata Atlântica, porém com espécies típicas de altitude. Entre elas, a araucária, ou pinheiro-do-paraná (araucaria angustifolia), árvore que antigamente era encontrada continuamente desde o Paraná e Santa Catarina até o sul de Minas Gerais. Por essa razão, é de se notar que os fragmentos florestais de Gonçalves e regiões próximas são considerados como Floresta Ombrófila Mista ou Floresta com Araucárias, formação que hoje praticamente só é encontrada no Sul do Brasil.

### Clima
Gonçalves apresenta um clima temperado oceânico  (Cfb de acordo com a classificação climática de Köppen-Geiger), apresentando verões suaves amenizados pela altitude da Serra da Mantiqueira e pela alta pluviosidade da estação. Seus invernos são secos e frios, (submetidos a forte geadas), devido à redução de chuva ocorrida durante o outono entre o fim de março até o fim de junho. O outono e a primavera são estações de transição entre o inverno e o verão e vice-versa.

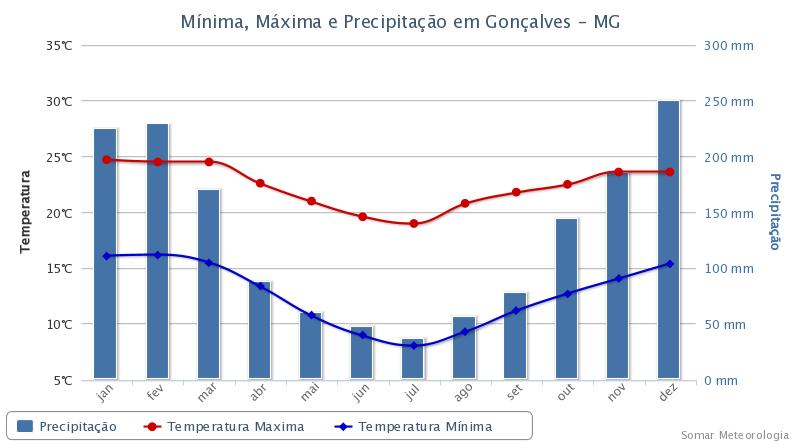
Temperatura e precipitação em Gonçalves

### Relevo
O principal curso d'água é o rio Capivari, que nasce no município, recebe vários ribeirões e córregos, atravessa a pequena área urbana (apenas 1,2 km²), passa por Paraisópolis e deságua no rio Sapucaí Mirim, já no município de Conceição dos Ouros. O rio Sapucaí Mirim também cruza pequena parte do território de Gonçalves, próximo à rodovia MG-173. Ainda nas imediações dessa rodovia, fica a Barra do Lambari, bairro que tem esse nome por ser o local onde desemboca no Sapucaí Mirim outro importante curso d'água de Gonçalves, que é o ribeirão Lambari. Esse ribeirão dá nome à maior região do município, a do Lambari, que agrega os bairros Lambari de Cima, Lambari do Meio, Lambari de Baixo, Barra do Lambari, Serrinha, Três Barras, Atrás da Pedra, Ribeirãozinho, Remédios e Piquiras.

## Acessos
Seu acesso principal é a estrada AMG-1930, que liga a sede do município à MG-173, rodovia que dá acesso, ao sul, ao Vale do Paraíba, Via Dutra e São Paulo e, ao norte, a Itajubá e Pouso Alegre pela BR-459, e a São Paulo e Belo Horizonte pela Rodovia Fernão Dias. Outro acesso alternativo é a estrada que sai da Rodovia Fernão Dias em Cambuí, passa por Córrego do Bom Jesus e daí segue por terra por 22 km até Gonçalves, subindo a serra. Este caminho reduz a distância para quem vem da capital paulista ou da Região Metropolitana de Campinas. Todas as rodovias possuem sinalização indicativa para Gonçalves.

## Economia

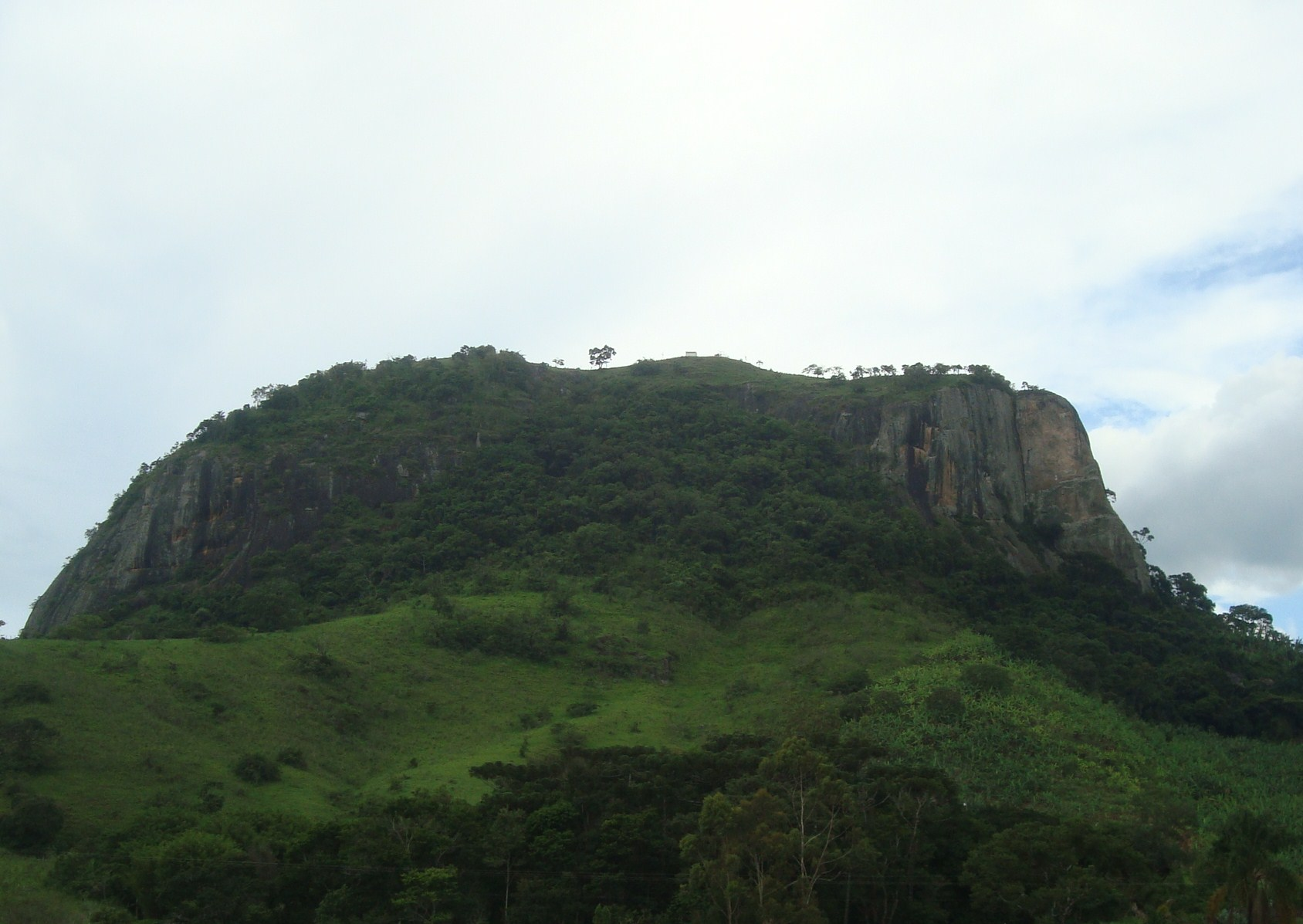
Pedra do Cruzeiro

A população é basicamente rural, com apenas 25% dela vivendo na zona urbana. Há uma ligeira predominância de homens sobre o número de mulheres, motivada pelo fato de ser mais comum que mulheres saiam para estudar fora e acabem não retornando. Apesar da redução na velocidade de crescimento populacional, Gonçalves não sofreu redução em 2007 comparado com o censo de 2000, como aconteceu em outras cidades. Isso se deve ao crescimento do turismo, que tem oferecido vagas de trabalho, mas também tem atraído pessoas que antes eram turistas e acabaram fixando moradia.
Além dos já citados bairros rurais da região do Lambari, há vários outros espalhados pelo município. Entre eles, Sertão do Cantagalo, São Sebastião das Três Orelhas, Retiro, Venâncios, Campestre, Terra Fria, Dona Luciana, Henriques e Mundo Novo.
Em Gonçalves existe uma empresa de produtores rurais orgânicos, que vem crescendo muito nos últimos anos, que faz uma feira orgânica aos sábados e um caminhão leva cestas para a cidade de São Paulo.